# 1873 en France
Chronologie de la France
- 1869
- 1870
- 1871
- 1872
- 1873
- 1874
- 1875
- 1876
- 1877

Cette page concerne l'année 1873 du calendrier grégorien.

## Événements
- 8 janvier : constitution de la réunion de la République conservatrice (puis Réunion des républicains conservateurs), issue du Centre-gauche (républicain modéré) comme du Centre-droit (orléaniste), qui rassemble une soixantaine de députés sous la direction d’Auguste Casimir-Perier. En mai 1873 lui succède le groupe Target qui joue un rôle dans la chute de Thiers[1].
- 9 janvier : mort de Louis Napoléon Bonaparte (Napoléon III) à Chislehurst en Angleterre[2].
- 8 février : arrêt Blanco rendu par le Tribunal des conflits. Il est considéré comme le fondement du droit administratif français[3].
- 18 mars : loi de Broglie votée pour de réduire l'influence du président de la République Adolphe Thiers[4].
- 18 mai : second gouvernement Jules Dufaure[5].
- 19 mai : Adolphe Thiers appelle l'Assemblée à faire une constitution républicaine[5].
- 24 mai : mis en minorité à l'Assemblée, Adolphe Tiers démissionne ; élection présidentielle. Mac-Mahon devient président de la République française[5].
- 25 mai-24 novembre : premier gouvernement de Broglie[5].
- 10 juin : le général Chanzy est nommé gouverneur général de l’Algérie[6] (fin en 1879).
- 24 juillet : loi qui déclare d'utilité publique la construction d'une église à Paris, sur la colline de Montmartre, en réparation des crimes de la Commune de Paris[7].
- 26 juillet : loi Warnier visant à franciser la terre musulmane en Algérie et à délivrer aux indigènes des titres de propriété[8].
- 30 juillet : arrêt Pelletier rendu par le Tribunal des conflits, traditionnellement considérée comme étant l'un des « grands arrêts de la jurisprudence administrative ». Le tribunal pose la distinction entre faute de service et faute personnelle au sujet de la responsabilité de l'administration lors de la saisie de journaux par l'autorité militaire.
- 5 août : entrevue de Frohsdorf ; le comte de Paris reconnait le comte de Chambord comme prétendant légitime[9].
- 16 septembre : fin de l'occupation allemande à la suite du paiement par anticipation des indemnités de guerre[10].

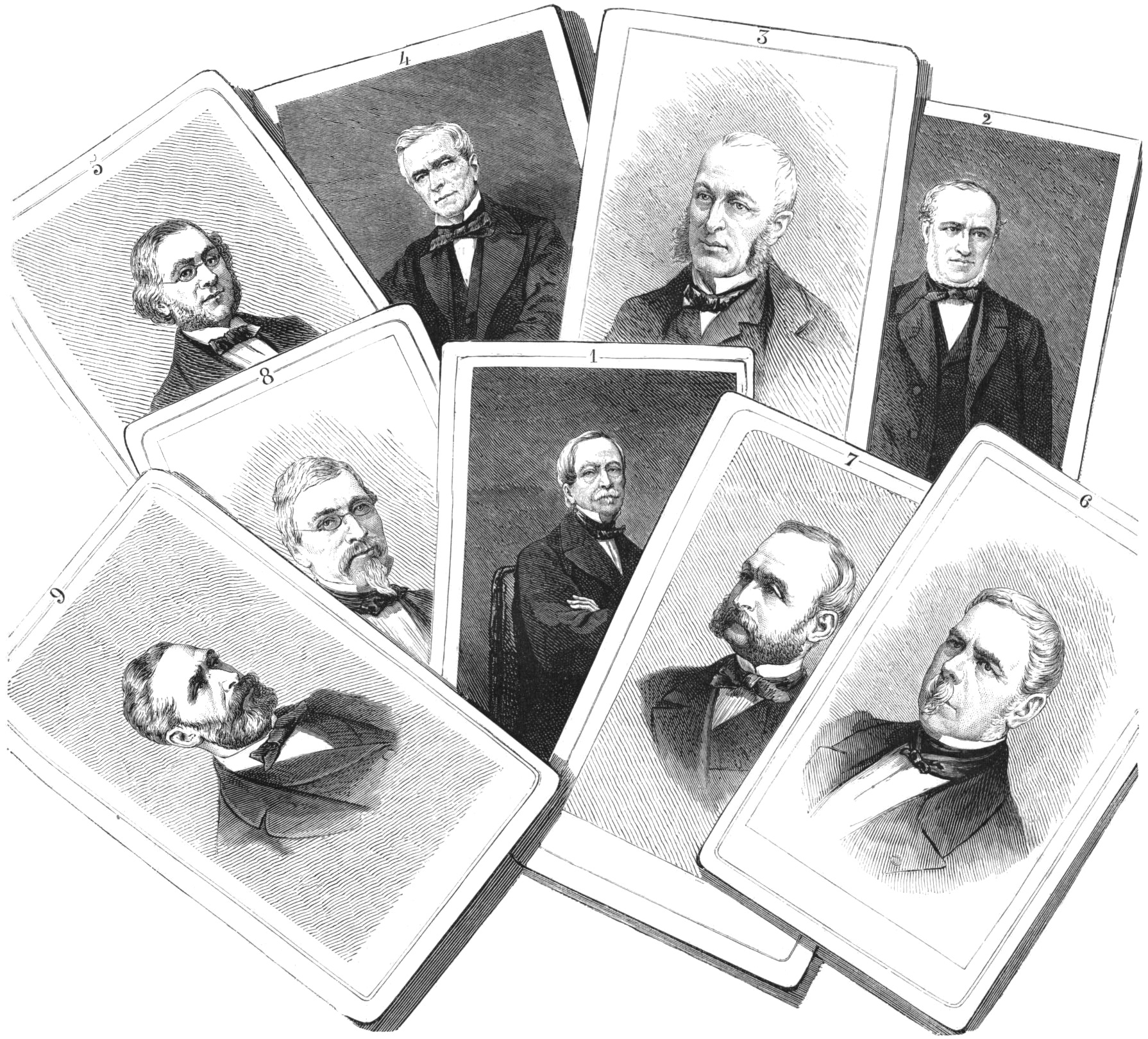
La commission des Neuf. 1. Changarnier. 2. Chesnelong. 3. Audiffret-Pasquier. 4. de Larcy. 5. Callet. 6. Daru. 7. La Bassetière. 8. Combier. 9. Lucien Brun. Le Monde illustré, no 864, 1er novembre 1873

- 4 octobre : les droites réunies nomment une commission de neuf membres présidée par le général Changarnier pour négocier avec le comte de Chambord une restauration monarchique ; Charles Chesnelong rencontre le prétendant à Salzbourg qui approuve le projet le 14 octobre[11].
- 27 octobre : une lettre du comte de Chambord, prétendant légitimiste, rend public son attachement inflexible au drapeau blanc[9].

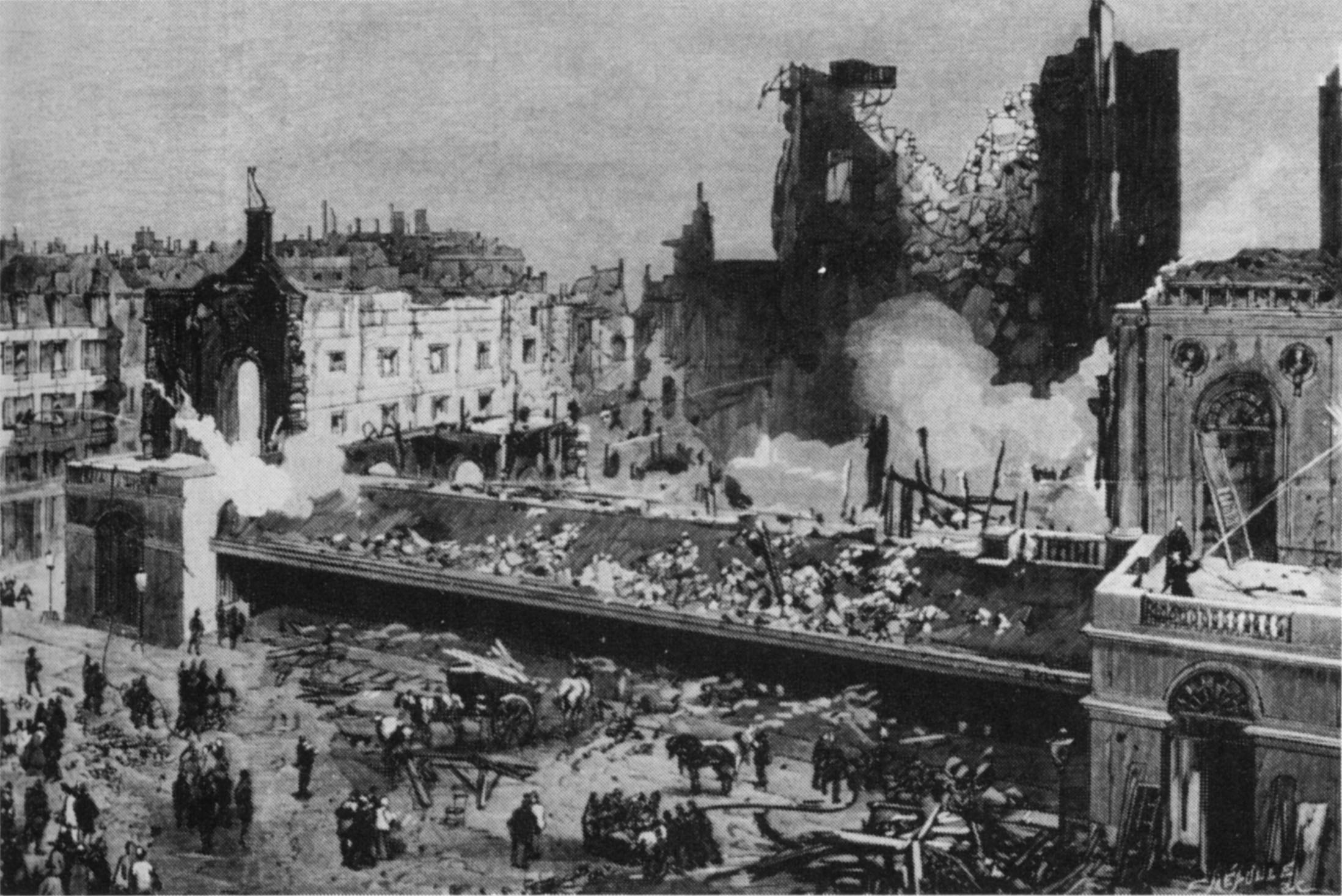
L'incendie de l'Opéra. Le Monde illustré du 29 octobre 1879.

- Nuit du 28 au 29 octobre : l'opéra Le Peletier (inauguré en août 1821) est détruit par un incendie[12].
- 20 novembre :
  - « loi du septennat » (Albert de Broglie) fixant la durée du mandat du président de la République à 7 ans, ceci pour une simple raison d'opportunité : les orléanistes attendent la mort du comte de Chambord, héritier du trône selon les légitimistes. La commission des Trente est chargée de rédiger une constitution[11].
  - Francis Garnier s’empare d’Hanoï avec une petite troupe armée. L’empereur du Viêt Nam Tu Duc est contraint de signer le traité de Saigon de 1874[13].
- 26 novembre : deuxième gouvernement Albert de Broglie[5].
- 21 décembre : Francis Garnier trouve la mort dans un combat contre les Pavillons noirs[14].